# Antes de ser rebelde
Antes de ser rebelde es el tercer álbum recopilatorio de la cantante y actriz mexicana Anahí, que comprende dos de sus primeros álbumes de estudio en solitario: Hoy es mañana (1995) y Anclado en mi corazón (1997).

## Lista de canciones
| Antes de ser rebelde |                         |          |  |
| N.º                  | Título                  | Duración |  |
| 1.                   | «Descontrolándote»      | 3:33     |  |
| 2.                   | «Escándalo»             | 3:51     |  |
| 3.                   | «Soy como soy»          | 3:13     |  |
| 4.                   | «Química»               | 3:21     |  |
| 5.                   | «Fin de semana»         | 3:25     |  |
| 6.                   | «Sexy»                  | 3:57     |  |
| 7.                   | «Corazón de bombón»     | 2:46     |  |
| 8.                   | «Salsa raggae»          | 5:01     |  |
| 9.                   | «Por volverte a ver»    | 3:12     |  |
| 10.                  | «Anclado en mi corazón» | 3:06     |  |
| 11.                  | «Historia entre amigas» | 3:21     |  |
| 12.                  | «No me comparen»        | 3:38     |  |
| 13.                  | «Para nada»             | 3:57     |  |
| 14.                  | «Teléfono suena»        | 3:17     |  |
| 15.                  | «Bailar»                | 3:39     |  |
| 16.                  | «Porción de amor»       | 3:57     |  |
| 57:11                |                         |          |  |